# NGC 375
NGC 375 (również PGC 3953) – galaktyka eliptyczna (E2), znajdująca się w gwiazdozbiorze Ryb. Odkrył ją Lawrence Parsons 1 grudnia 1874 roku. Należy do grupy galaktyk oznaczonej jako Arp 331 w Atlasie Osobliwych Galaktyk Haltona Arpa.